# Цифровая голография
Цифровая голография — это метод регистрации и обработки интерференционных полос электронным устройством. Как правило, в качестве электронного устройства выступает ПЗС-матрица.
В цифровой голографии можно выделить три основные области: запись, воспроизведение и цифровой синтез голограмм.
При записи достаточно важными параметрами являются разрешающая способность и плотность. Разрешающая способность обусловлена используемым электронным устройством. Что касается плотности, то поле между двумя датчиками напрямую влияет на частоты. Чем большие частоты регистрируются, тем более хорошего качества получается восстановленное изображение.
Картина дифракции падающего опорного пучка должна быть промодулирована согласно записанной голограмме. Это делается с помощью пространственного модулятора света (ПМС). Он в основном и используется для воспроизведения голограмм. ПМС способны изменять фазы комплексной амплитуды света. Записанная сцена реконструируется, когда цифровая голограмма используется в качестве входных данных для ПМС. Наиболее важным свойством каждой ПМС является пространственная плотность отдельных элементов. Размер этих элементов составляет приблизительно один микрон.
Что же касается синтезируемой голограммы, то она записывается не физической волной, а в результате численного моделирования явлений дифракции и интерференции.

## Цифровые голограммы
Цифровая голограмма представляет собой записанное или восстановленное волновое поле трёхмерного объекта. Часто её сравнивают с фотографией, но возможности цифровой голограммы шире. Так, помимо того, что цифровая голограмма передаёт человеку информацию о расстоянии до объекта, с её помощью можно записать объект в движении. Также можно моделировать и синтезировать интенсивность и фазу волны электромагнитного поля цифровой голограммы. В этом состоит информационная сущность цифровой голограммы. Цифровые голограммы находят применения и в медико-биологической визуализации, поскольку это снижает затраты на дорогостоящие оптико-механические узлы. Кроме того, это необходимо для наблюдения и анализа трёхмерной структуры биологических микрообъектов.

## Физические принципы
В основе цифровой голографии лежат известные принципы из классической голографии, но запись осуществляется не материалом, а электронным устройством. Лазерный пучок света разделяется на два: предметный и опорный. В том месте, где пучки накладываются друг на друга устанавливается ПЗС-матрица. Полученная информация воспринимается в цифровой форме и передается на компьютер в виде массива чисел. Распространение оптических полей достаточно точно описано в теории дифракции. Поэтому в цифровой голографии используется эта теория, чтобы численно реконструировать изображение в виде массива комплексных чисел, представляющий собой амплитуду и фазу оптического поля.

## Преимущества и недостатки цифровой голографии
В различных прикладных областях, таких как микробиология, медицина, анализ частиц, микроэлектромеханика, и метрология используются возможности цифровой голографии. В первую очередь, это связано с заменой громоздких фотохимических процессов оптоэлектронной визуализации. Цифровая голография позволяет на порядки улучшить скорость обработки и чувствительность. Также цифровое представление оптических полей предоставляет возможность производить манипуляции с этими полями. Численными методами можно восстановить изображение объекта в разных плоскостях на одной цифровой голограмме. К преимуществам цифровой голографии можно отнести также безлинзовую визуализацию, т. е. в ней нет никаких отклонений от устройства обработки изображений.
Современная цифровая голография оживляет общее пространство классической голографии, развитие которой было несколько застойным, а её приложения ограниченными. С постоянно ускоряющимся развитием электронной визуализации и компьютерных технологий, легко представить себе ближайшее будущее, когда, например, разрешение в пикселях можно будет сопоставить фотохимическим средам, а вычислительные нагрузки не будут проблемой. Но на сегодняшний день это основные недостатки цифровой голографии. К ним также можно отнести возникновение шума из-за согласованного характера светового источника.